# ありがとう、オカン
『ありがとう、オカン』（ありがとう、おかん）は、関西テレビの企画・制作によりフジテレビ系列で2008年10月7日に放送された、日本のスペシャルドラマ。主演は渋谷すばると村上信五。

## 概要
大阪市西成区の町工場の工場長のオカン(母)と引き取られた2人の青年の深い絆を描いた、「里親家族」をテーマにしたヒューマンドラマ。
平均視聴率は関東地区で9.5%（ビデオリサーチ調べ）。
2009年、平成21年度日本民間放送連盟賞番組部門・テレビドラマ番組優秀賞を受賞した。

## 登場人物

### 高校卒業と共に一人暮らしを始めた西田家の里子
高村幸也
演 - 渋谷すばる（幼少時代：吉川史樹）
「シャイで我が道を行くウルフ」（長谷川談）西田家の里子。レストランに就職するも、偏見のある言葉を浴びせかけた先輩を殴って退職した。町で歌を歌うようになる。
葉山虎太郎
演 - 村上信五
10年前に父親が死亡、母親が失踪して西田家に引き取られた。高校では生徒会長を務めた。西田の工場に就職。西田家から1分40秒のアパートに住む。実の母親に偶然再会した。

### 西田家
西田華子
演 - 大竹しのぶ
20年間で30人以上を里子として育ててきた。自宅隣で町工場を経営する女性社長。
華子の夫（故人）
演 - 小日向文世（特別出演）
華子と共に子どもたちを育ててきた。病死。
西田紀世子
演 - 戸田恵梨香
笑顔がかわいい、母親似の西田家の実子。「バナナ食べるか?」が口癖。

### そのほかの西田家の里子
なおふみ
かな
入江敦史
演 - 加藤清史郎
父親は金銭トラブルで刺されそのまま収監。長坂が担当して西田家に引き取られた。

### 西田製作所
駒沢弘明
演 - 吉沢悠（特別出演）
庄内喜一
演 - 六平直政

### 児童相談所
長谷川照雄
演 - 大杉漣
所長。
永坂万梨子
演 - 石田ゆり子
ナレーションも担当。

### その他
岩井のぞみ
演 - 中村ゆり
町で歌っていた幸也の歌を聴いて応援。幸也の子を身ごもる。
葉山朋美
演 - 山下容莉枝
虎太郎の実母。
辻本茂雄
金山一彦
井之上チャル
ナカヤマダイゴロー
ほか

## 挿入曲
- 「手紙」 - 歌手になりたい幸也が進路を決める際に華子たち家族の前で披露した歌
- 「TELL ME」 - 路上で弾き語りした歌

## スタッフ
- 脚本：金子ありさ
- 演出：三宅喜重
- 音楽：吉俣良
- ボディスタント：倉田プロモーション
- 車輌：タカハシレーシング、ショーカープロ・オノ
- 制作協力：東通企画
- 技術協力：ジェニック、ブル
- 美術協力：フジアール
- 脚本協力：大阪市里親会、大阪市中央児童相談所
- プロデューサー：安藤和久、重松圭一
- 制作著作：関西テレビ

## 受賞歴
- 平成21年度『日本民間放送連盟賞』番組部門・テレビドラマ番組優秀賞